# Аннвілл (Кентуккі)
Аннвілл (англ. Annville) — переписна місцевість (CDP) в США, в окрузі Джексон штату Кентуккі. Населення — 1102 особи (2020).

## Географія
Аннвілл розташований за координатами 37°19′54″ пн. ш. 83°58′9″ зх. д. / 37.33167° пн. ш. 83.96917° зх. д. (37.331601, -83.969046).  За даними Бюро перепису населення США в 2010 році переписна місцевість мала площу 20,84 км², з яких 20,72 км² — суходіл та 0,11 км² — водойми.

## Демографія
Згідно з переписом 2010 року, у переписній місцевості мешкало 1095 осіб у 380 домогосподарствах у складі 265 родин. Густота населення становила 53 особи/км².  Було 441 помешкання (21/км²).
Расовий склад населення:
| - 98,5 % — білих - 0,8 % — корінних американців - 0,1 % — чорних або афроамериканців |

До двох чи більше рас належало 0,5 %. Частка іспаномовних становила 1,6 % від усіх жителів.
За віковим діапазоном населення розподілялося таким чином: 27,7 % — особи молодші 18 років, 56,5 % — особи у віці 18—64 років, 15,8 % — особи у віці 65 років та старші. Медіана віку мешканця становила 38,0 року. На 100 осіб жіночої статі у переписній місцевості припадало 95,2 чоловіків;  на 100 жінок у віці від 18 років та старших — 86,8 чоловіків також старших 18 років.
За межею бідності перебувало 14,4 % осіб, у тому числі 0,0 % дітей у віці до 18 років та 35,9 % осіб у віці 65 років та старших.
Цивільне працевлаштоване населення становило 255 осіб. Основні галузі зайнятості: транспорт — 26,3 %, освіта, охорона здоров'я та соціальна допомога — 17,6 %, виробництво — 9,4 %, роздрібна торгівля — 6,3 %.